# Cryptococcus neoformans
Cryptococcus neoformans  (лат.) — вид дрожжеподобных грибов, возбудитель криптококкоза у человека. Для данного вида характерен мицелиально-дрожжевой диморфизм. Телеоморфная стадия гриба Filobasidiella neoformans, формирующая гифы, часто встречается в помете птиц. В организме человека развивается дрожжевая стадия (анаморфа) Cryptococcus neoformans. Во время роста в форме дрожжей, Cryptococcus neoformans формирует заметную капсулу, сформированную в основном из полисахаридов, которая может быть легко визуализирована с помощью туши. Частицы пигмента не проникают в капсулы, а окружают сферические дрожжевые клетки, образуя ореол вокруг клеток.